# Szynka wędzona gotowana
Szynka wędzona gotowana – wyrób garmażeryjny produkowany z szynki poddanej procesom wędzenia i gotowania.
Szynka kształtu nieforemnego stożka, walca lub kuli w zależności od użytych mięśni. Wielkości się nie określa, ale powinna się mieścić w przedziale wagowym od 1 kg do 2,5 kg. Powierzchnia gładka, czysta lekko wilgotna naciągnięta siatką kurczliwą zakończona z jednej strony pętelką ze szpagatu, przędzy wędliniarskiej i drugiej klipsem lub przędzą wędliniarską oraz szpagatem. Barwa szynki jasnobrązowa, brązowa, ciemnobrązowa z odcieniem wiśniowym tłuszczu jasnobrązowa, brązowa. Konsystencja dość ścisła dopuszczone są otwory o średnicy 7 mm, które wynikły z formowania szynki, ale nie powodujące jej rozpadnięcia. Barwa szynki na przekroju różowoczerwona, tłuszczu biała z odcieniem różowym. Niedopuszczalna jest szara barwa mięsa i żółta tłuszczu. Smak i zapach charakterystyczny dla szynki peklowanej, wędzonej. Wędzenie wyraźnie wyczuwalne. Niedopuszczalny smak i zapach zjełczałego tłuszczu, pleśni, kwaśny lub inny obcy.